# Боделан Володимир Русланович
Боделан Володимир Русланович ( 8 квітня 1975 р. н.) — син колишнього мера Одеси Руслана Боделана.
У 2004—2005 роках очолював КП «Міжнародний аеропорт Одеса».
У 2010 наказ щодо його призначення начальником управління МНС в Одесі підписав Нестор Шуфрич.
Звинувачений у залишенні людей у небезпеці 2 травня 2014 року в Будинку профспілок, а саме, що він особисто наказав рятувальникам не реагувати на виклики 2 травня.
У вересні 2023 року добровільно заступив на посаду заступника окупаційного губернатора Херсонської області. В січні 2024 року окупанти призначили його керівником «Постоянного представительства Херсонской области при правительстве РФ». 
2 лютого 2024 року в Москві офіційно відкрилися "представництва" окупаційної влади Запорізької та Херсонської областей, як "суб'єктів РФ". Херсонське “представництво” при уряді РФ очолив Володимир Боделан

## Кримінальне провадження
28 лютого 2025 року За скоєний злочин Володимира Боделана заочно повідомили про підозру в колабораційній діяльності за ч. 5 ст. 111-1 КК України. Йому світить від п’яти до десяти років позбавлення волі з конфіскацією всього майна. 